# Гальдер (музыкант)
Томас Руне Андерсен (норв. Thomas Rune Andersen, 18 октября 1976, Есхейм, Норвегия) — норвежский композитор, гитарист и вокалист, более известный под псевдонимом Гальдер. Является основателем мелодик-блэк-метал-группы Old Man’s Child. Но наибольшую  известность получил как соло-гитарист группы Dimmu Borgir.
Родился в небольшом городе под названием Есхейм, к северу от Осло. В 1993 году, под псевдонимом Грусом (Grusom) вместе с Ярдаром и Тьодальвом основал группу Old Man's Child. На альбомах Old Man’s Child он исполняет роль вокалиста, гитариста, басиста и клавишника, однако в полном составе группы его основными инструментами были гитара и клавишные. Гальдер присоединился к Dimmu Borgir в 2001 году. В августе 2024 года Гальдер сообщил, что покидает группу, чтобы закончить новый альбом с Old Man's Child.

Вчера я отыграл последнее шоу с DIMMU BORGIR. После 25 лет создания музыки и выступлений с DIMMU BORGIR я решил уйти из группы.
Я думал об этом много лет, и, как многие из вас указывали, пришло время снова выйти на сцену с OLD MAN'S CHILD и закончить с ними новый альбом.
Я желаю остальным участникам группы всего наилучшего.

## Дискография
- Old Man's Child: «In the Shades of Life» (1994)
- Old Man’s Child: «Born of the Flickering» (1995)
- Old Man’s Child: «The Pagan Prosperity» (1997)
- Dødheimsgard: «Satanic Art» (1998)
- Old Man’s Child: «Ill-Natured Spiritual Invasion» (1998)
- Old Man’s Child: «Revelation 666 — The Curse of Damnation» (2000)
- Dimmu Borgir: «Puritanical Euphoric Misanthropia» (2001)
- Dimmu Borgir: «World Misanthropy» (2002)
- Old Man’s Child: «In Defiance of Existence» (2003)
- Dimmu Borgir: «Death Cult Armageddon» (2003)
- Old Man’s Child: «Vermin» (2005)
- Dimmu Borgir: «In Sorte Diaboli» (2007)
- Old Man’s Child: «Slaves Of The World» (2009)
- Dimmu Borgir: «Abrahadabra» (2010)
- Dimmu Borgir: «Eonian» (2018)

## Оборудование
- Гитары Jackson, ESP SV series, ESP F series
- Предусилители Digitech
- Усилители Marshall, ENGL